# Mönsterås pedagogi
Mönsterås pedagogi var en skola, pedagogi, i Mönsterås som verkade åtminstone från 1867 till 1 juli 1893.
Skolan startade som enklassig pedagogi  1867 och 1888 var det en pedagogi med 10 elever .
Pedagogin som aldrig var elementarläroverk och inte blev lägre allmänt läroverk 1879, lades ner 1 juli 1893 och efterföljdes 1899 av en samskola som senare blev Mönsterås samrealskola. 